# Vizije kćeri Albionovih
Vizije kćeri Albionovih (eng. Visions of the Daughters of Albion) pjesma je Williama Blakea iz 1793. godine, koja je bila objavljena kao knjiga s njegovim ilustracijama. Kratak je i ran primjer njegovih proročkih knjiga i djelomičan nastavak Knjige o Theli.

## Priča
Veći dio pjesme govori o ženskom liku pod imenom Oothoon, koju se naziva "nježnom dušom Amerike", i njezinom seksualnom iskustvu. S. Foster Damon (A Blake Dictionary) pretpostavio je da je Blakea nadahnulo djelo Obrana ženskih prava Mary Wollstonecraft iz 1792. godine.
Oothoon je zaljubljena u Theotormona, koji prikazuje čednog muškarca lažno uvjerenog u svoju pravednost. Oothoon poželi Theotormona, ali ju iznenada siluje Bromion. Nakon tog čina ni Bromion ni Theotormon ne žele imati nikakve veze s njom.

## Simbolika
Imena likova prikazuju njihove simboličke uloge, što je tipično za Blakea. Theotormonovo ime vuče podrijetlo iz grčke riječi "theos", koja znači bog, i latinske riječi "tormentum", koja znači "mučiti". Ime njegova suparnika Bromiona grčkog je podrijetla i znači "onaj koji riče". 
Bromion prikazuje strastvena muškarca kojeg prožima vatra požude. Oothoon prikazuje ženu iz Blakeova društva koja nije imala prava nad svojom seksualnošću. Blakeove kćeri Albionove gledaju na zapad, prema Americi, jer je vjerovao da je ondje odlučeno da će se jednog dana ukinuti svi oblici diskriminacije. U Americi bi rase živjele u skladu i žene bi mogle imati pravo nad svojom seksualnošću. U isto vrijeme Blake primjećuje da se Amerika oslobodila britanske vlasti, ali da i dalje zagovara ropstvo.
Blake se poslužio Platonovom alegorijom pećine u Vizijama kćeri Albionovih kako bi prikazao da tri lika nikako ne razumiju istinsku prirodu stvarnosti jer ih stalno sputavaju konvencije. Smatra se da je Theotormon misticirani oblik Johna Stedmana, čiju je knjigu, koja govori o njegovom iskustvu s ropstvom i brutalnošću u Surinamu na obali Južne Amerike, Blake u to vrijeme ilustrirao.

## Zanimljivosti
- Bromion je naziv koji se koristi za Dioniza; u prijevodu znači "onaj koji riče".

## Vanjske poveznice
- Informacije o postojećim primjercima pjesme ilustriranih rukom i usporedbe među njima na William Blake Archiveu
- Tekst Vizija kćeri Albionovih  Arhivirana inačica izvorne stranice od 16. prosinca 2019. (Wayback Machine)
- Digitalni faksimil Vizija kćeri Albionovih uz Knjigu o Theli, Lowell *EC75.B5815.793va.  Houghton Library  Arhivirana inačica izvorne stranice od 21. studenoga 2011. (Wayback Machine) na sveučilištu Harvard.